# Rockin' Robin (Michael Jackson)
Rockin' Robin è un singolo del cantante statunitense Michael Jackson, pubblicato nel 1972; si tratta della cover di Rockin' Robin, successo di Bobby Day. La canzone fu poi inserita nel suo album d'esordio come solista Got to Be There, divenendo quello di maggiore successo dell'album.

## Tracce
1. Rockin' Robin – 2:30 (Jimmie Thomas)
2. Love Is Here and Now You're Gone – 2:51 (Holland-Dozier-Holland)

Durata totale: 5:21

## Classifiche
| Classifica                                 | Posizione |
| ------------------------------------------ | --------- |
| Classifica generale di Billboard (USA)     | 2         |
| Classifica Singoli Soul di Billboard (USA) | 2         |